# Coppa Agostoni 1963
La Coppa Agostoni 1963, diciassettesima edizione della corsa, si svolse il 16 ottobre 1963 su un percorso di 226 km con partenza e arrivo a Lissone. Organizzato dal lissonese Sport Club Mobili, fu vinto dallo spagnolo Jaume Alomar, che completò il percorso in 5h28'00", precedendo gli italiani Vito Taccone e Graziano Battistini. Conclusero la prova 41 dei 77 ciclisti al via.

## Ordine d'arrivo (Top 10)
| Pos. | Corridore           | Squadra     | Tempo    |
| ---- | ------------------- | ----------- | -------- |
| 1    | Jaume Alomar        | Cite        | 5h28'00" |
| 2    | Vito Taccone        | Lygie       | s.t.     |
| 3    | Graziano Battistini | I.B.A.C.    | s.t.     |
| 4    | Vittorio Adorni     | Cynar       | s.t.     |
| 5    | Adriano Durante     | Legnano     | a 15"    |
| 6    | Jean-Claude Lebaube | St. Raphaël | s.t.     |
| 7    | Ferdinand Bracke    | Peugeot-BP  | a 28"    |
| 8    | Aldo Pifferi        | Lygie       | s.t.     |
| 9    | Michele Dancelli    | Molteni     | s.t.     |
| 10   | Silvano Ciampi      | Springoil   | s.t.     |